# ローガン郡 (オクラホマ州)
ローガン郡（英: Logan County）は、アメリカ合衆国オクラホマ州の郡である。人口は4万9555人（2020年）。郡庁所在地はガスリーである。ローガン郡はオクラホマシティ都市圏の一部である。

## 地理
アメリカ合衆国国勢調査局によると、この郡は総面積1,940 km2 (749 mi2) である。このうち1,928 km2 (744 mi2) が陸地で12 km2 (4 mi2) が水域である。総面積の0.60%が水域となっている。

### 隣接する郡
- ガーフィールド郡およびノーブル郡 (北)
- ペイン郡 (北東)
- リンカーン郡 (東)
- オクラホマ郡 (南)
- キングフィッシャー郡 (西)

## 人口動勢

2000年国勢調査に基づくローガン郡の人口ピラミッド

2000年国勢調査で、この郡は人口33,924人、12,389世帯、及び8,994家族が暮らしている。人口密度は18/km2 (46/mi2) である。7/km2 (19/mi2) の平均的な密度に13,906軒の住宅が建っている。この郡の人種的な構成は白人81.58%、アフリカン・アメリカン11.02%、先住民2.90%、アジア0.34%、太平洋諸島系0.05%、その他の人種1.20%、及び混血2.91%である。ここの人口の2.91%はヒスパニックまたはラテン系である。
この郡内の住民は25.50%が18歳未満の未成年、18歳以上24歳以下が12.00%、25歳以上44歳以下が26.50%、45歳以上64歳以下が23.70%、及び65歳以上が12.30%にわたっている。中央値年齢は36歳である。女性100人ごとに対して男性は97.60人である。18歳以上の女性100人ごとに対して男性は92.90人である。
この郡内の世帯ごとの平均的な収入は36,784米ドルであり、家族ごとの平均的な収入は44,340米ドルである。男性は31,345米ドルに対して女性は22,677米ドルの平均的な収入がある。この郡の一人当たりの収入 (per capita income) は17,872米ドルである。人口の12.90%及び家族の8.70%は貧困線以下である。全人口のうち18歳未満の15.00%及び65歳以上の13.00%は貧困線以下の生活を送っている。

## 都市及び町
- ガスリー（郡庁所在地）
- ロングストン
- マーシャル
- オーランド
- Cedar Valley
- Cimarron City
- Coyle
- Crescent
- Meridian
- Mulhall

## NRHP 遺跡
ローガン郡内の以下の遺跡はアメリカ合衆国国家歴史登録財の名簿に記載されている。
- カーネギー図書館、ガスリー
- Co-Operative Publishing Company Building、ガスリー
- Angie Debo House、マーシャル
- Guthrie Armory、ガスリー
- ガスリー歴史地区、ガスリー
- Langston University Cottage Row Historic District、ロングストン
- ローガン郡庁舎、ガスリー
- Methodist Church of Marshall、マーシャル
- Morris House、ロングストン
- Mulhall United Methodist Church、Mulhall
- Oklahoma State Bank Building、Mulhall
- Scottish Rite Temple、ガスリー
- St. Joseph Convent and Academy、ガスリー